# Rosenfors
Rosenfors is een plaats in de gemeente Hultsfred in het landschap Småland en de provincie Kalmar län in Zweden. De plaats heeft 308 inwoners (2005) en een oppervlakte van 71 hectare.

## Verkeer en vervoer
Bij de plaats lopen de Riksväg 34 en Riksväg 47.
De plaats ligt aan een spoorlijn.